# Gmina Branice
Gmina Branice je vesnická gmina v polském okrese Hlubčice v Opolském vojvodství. Sídlem gminy je stejnojmenná ves Branice.
Gmina má rozlohu 121,87 km² a v roce 2004 zde žilo 7791 obyvatel.

## Geografie
Větší část gminy Branice leží v Opavské pahorkatině (polsky Góry Opawskie) náležející ke Slezské nížině. Vsi Bliszczyce a Lewice) leží ve Zlatohorské vrchovině (polsky Płaskowyż Głubczycki), která náleží k Jesenické oblasti (polsky Sudety Wschodnie).
Mezi vesnicemi Branice a Boboluszki je Plechowa Góra (328 m n. m.; německy Plechowa Berg nebo Blechberg), nejvyšší hora Opavské pahorkatiny (polsky Płaskowyż Głubczycki), na které dříve stávala triangulační věž.
Na řece Troja (pravý přítok Pštiny/Ciny) je před vsí Włodzienin retenční nádrž Włodzienin. Část gminy hraničící s řekou Opava je odvodňována do této řeky.

## Land-use
Gmina Branice má rozlohu 121,87 km² a zaujímá 18,11 % plochy okresu Hlubčice.
Dle dat z roku 2002 je využití půdy následující:
- zemědělská půda: 89 %
- lesní půda: 1 %

## Demografie
Data z 31. prosince 2007 (GUS):
| Popis                         | Celkem | Celkem | Ženy | Ženy | Muži | Muži |
| ----------------------------- | ------ | ------ | ---- | ---- | ---- | ---- |
| jednotka                      | osob   | %      | osob | %    | osob | %    |
| populace                      | 7791   | 100    | 3930 | 50,4 | 3861 | 49,6 |
| hustota zalidnění (obyv./km²) | 63,9   | 63,9   | 32,2 | 32,2 | 31,7 | 31,7 |

V roce 2002 se 94,3 % obyvatel přihlásilo k národnosti polské; 0,8 % obyvatel k národnosti německé.

## Ekonomika
Dle dat z roku 2002 byl střední příjem na obyvatele 1230,15 zł.

## Starostenství
V administrativních hranicích gminy se nachází:
- 21 sołectw (starostenství): Bliszczyce, Boboluszki, Branice, Dzbańce, Dzbańce-Osiedle, Dzierżkowice, Gródczany, Jabłonka,

Jakubowice, Jędrychowice, Lewice, Michałkowice, Niekazanice, Posucice, Turków, Uciechowice, Wiechowice, Włodzienin, Włodzienin-Kolonia, Wódka, Wysoka.
- 1 przysiołek (osada): Niekazanice-Kałduny (przysiółek vsi Niekazanice).

## Sousední gminy a obce
Gmina Branice hraničí s polskými gminami Hlubčice, Ketř a s českými obcemi Krnov, Úvalno, Brumovice, Holasovice, Opava.

## Osobnosti
- Johannes Maria Assmann (1833–1903), biskup, narozen v Branicích
- Konrád Blažek (1839–1903), genealog a heraldik, narozen v Jędrychowicích
- Anton Raida (1856–?) - malíř a restaurátor, otec Friedricha Karla (* 1888-?) a Julia Jana (* 1896-?) Raidových, narozen v Boboluszkách
- Alfons Tracky (1896–1946) - katolický kněz působící v Albánii, narozen v Bliszczycích

## Partnerské obce
- Úvalno, Česko